# Élections municipales de 2000 à Londres

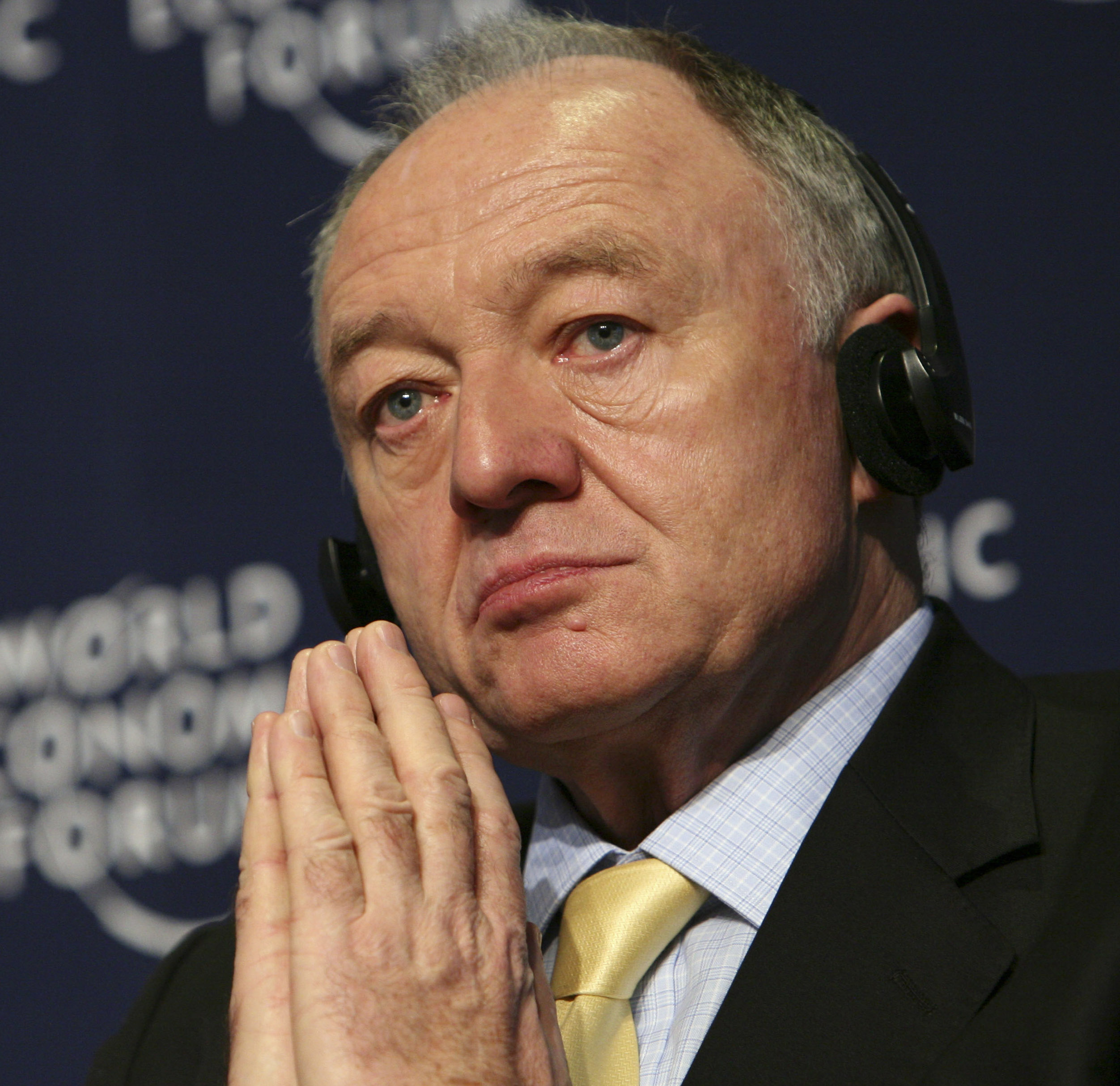
Ken Livingstone est le premier maire élu de Londres.

Les élections municipales de 2000 à Londres ont eu lieu le 4 mai 2000. Ce sont les premières élections qui suivent la Greater London Authority Act 1999 : elles ont permis l'élection du premier maire de Londres et de la première Assemblée de Londres.

## Élection du maire

### Campagne
Au sein du Parti travailliste, le candidat favorisé par Tony Blair et ses partisans est Frank Dobson, député de Holborn and St Pancras, contre Ken Livingstone, l'ancien chef du Greater London Council, jugé trop à gauche par les tenants du « New Labour ». Dobson est choisi comme candidat par le parti, mais cela n'arrête pas Livingstone, qui se présente en candidat indépendant.
Chez les conservateurs, les deux candidats en lice sont Jeffrey Archer, soutenu par plusieurs grands noms du parti, et Steven Norris. C'est le premier qui est sélectionné, mais il doit se désister en 1999, étant accusé de parjure dans une affaire de diffamation remontant à 1987. Norris reçoit alors l'investiture du parti.

### Résultats
Le maire de Londres est élu au suffrage universel en suivant une variante du vote alternatif. Chaque électeur a droit à un premier et un second choix. Si aucun candidat ne recueille une majorité absolue de premiers choix, tous les candidats sont éliminés à l'exception des deux mieux classés, et on ajoute à leur score le nombre de bulletins où ils apparaissent en second choix. C'est celui des deux qui a la majorité de premiers et seconds choix qui l'emporte.

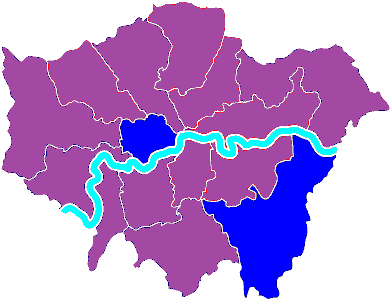
Carte des premiers choix par circonscription de l'Assemblée de Londres : Ken Livingstone en violet et Steven Norris en bleu.

| Parti                              | Candidat            | 1er tour | 1er tour | 2e tour | Total   | %    |
| Parti                              | Candidat            | Voix     | %        | 2e tour | Total   | %    |
| ---------------------------------- | ------------------- | -------- | -------- | ------- | ------- | ---- |
| Indépendant                        | Ken Livingstone     | 667 877  | 39,0     | 108 550 | 776 427 | 57,9 |
| Parti conservateur                 | Steven Norris       | 464 434  | 27,1     | 99 703  | 564 137 | 42,1 |
| Parti travailliste                 | Frank Dobson        | 223 884  | 13,1     |         |         |      |
| Libéraux-démocrates                | Susan Kramer        | 203 452  | 11,9     |         |         |      |
| Alliance populaire chrétienne (en) | Ram Gidoomal        | 42 060   | 2,5      |         |         |      |
| Parti vert                         | Darren Johnson      | 38 121   | 2,2      |         |         |      |
| BNP                                | Michael Newland     | 33 569   | 2,0      |         |         |      |
| UKIP                               | Damian Hockney      | 16 324   | 1,0      |         |         |      |
| Pro-Motorist Small Shop            | Geoffrey Ben-Nathan | 9 956    | 0,6      |         |         |      |
| Indépendant                        | Ashwin Tanna        | 9 015    | 0,5      |         |         |      |
| Parti de la loi naturelle          | Geoffrey Clements   | 5 470    | 0,3      |         |         |      |

## Élection de l'Assemblée

### Résultats

Résultats par circonscription.

Les 25 membres de l'Assemblée de Londres sont élus au suffrage universel en suivant un système proportionnel mixte. 14 membres sont élus dans les circonscriptions au scrutin uninominal majoritaire à un tour et les 11 autres sièges sont attribués suivant la méthode d'Hondt.
| Parti               | Circonscriptions (14) | Sièges supplémentaires (11) | Total (25) |
| ------------------- | --------------------- | --------------------------- | ---------- |
| Parti conservateur  | 8                     | 1                           | 9          |
| Parti travailliste  | 6                     | 3                           | 9          |
| Libéraux-démocrates | 0                     | 4                           | 4          |
| Parti vert          | 0                     | 3                           | 3          |